# Шваллунген
Шваллунген (нім. Schwallungen) — громада в Німеччині, розташована в землі Тюрингія. Входить до складу району Шмалькальден-Майнінген. Складова частина об'єднання громад Вазунген-Амт-Занд.
Площа — 39,79 км2. Населення становить 2222 ос. (станом на 31 грудня 2021).

## Галерея

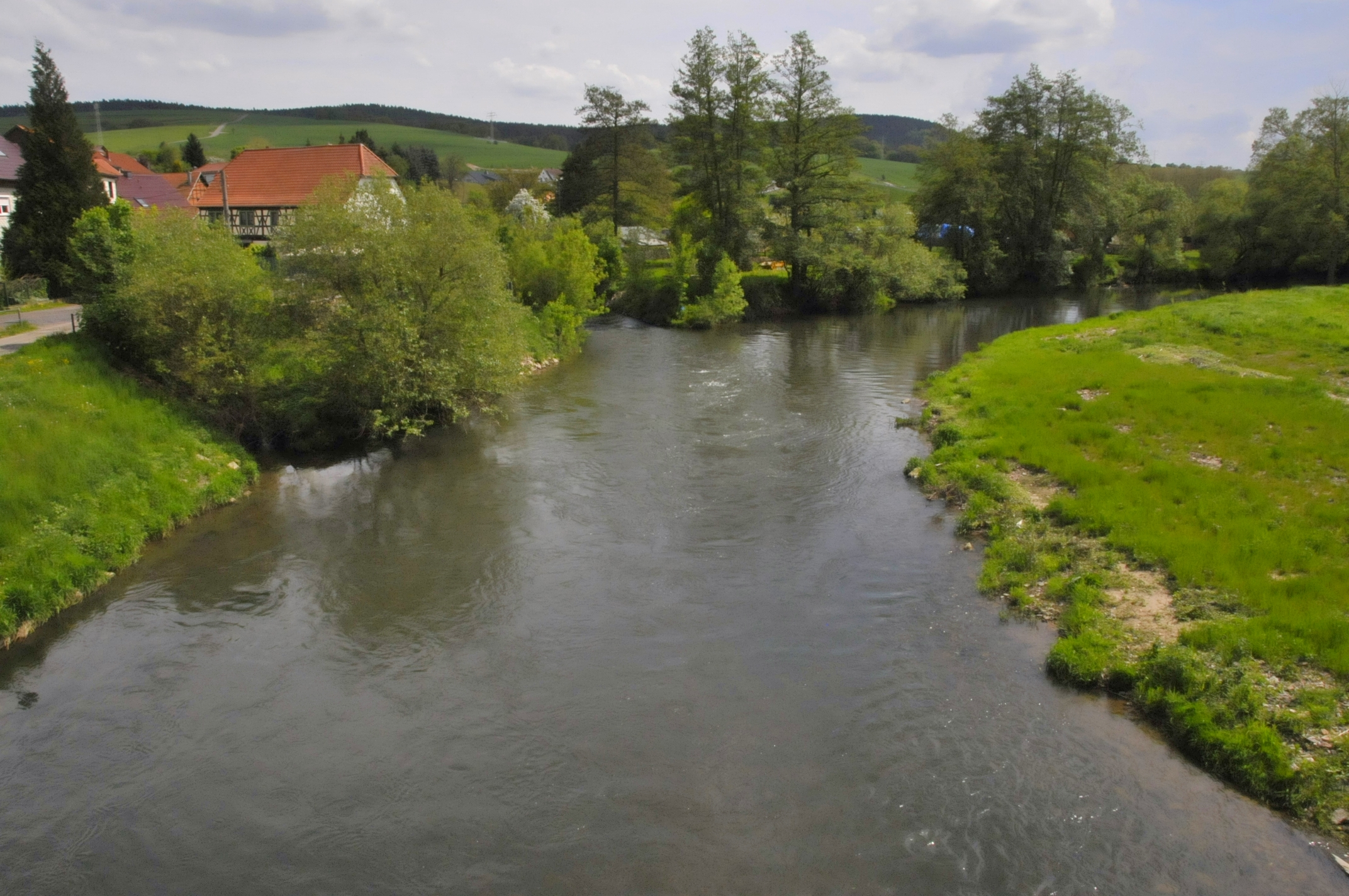
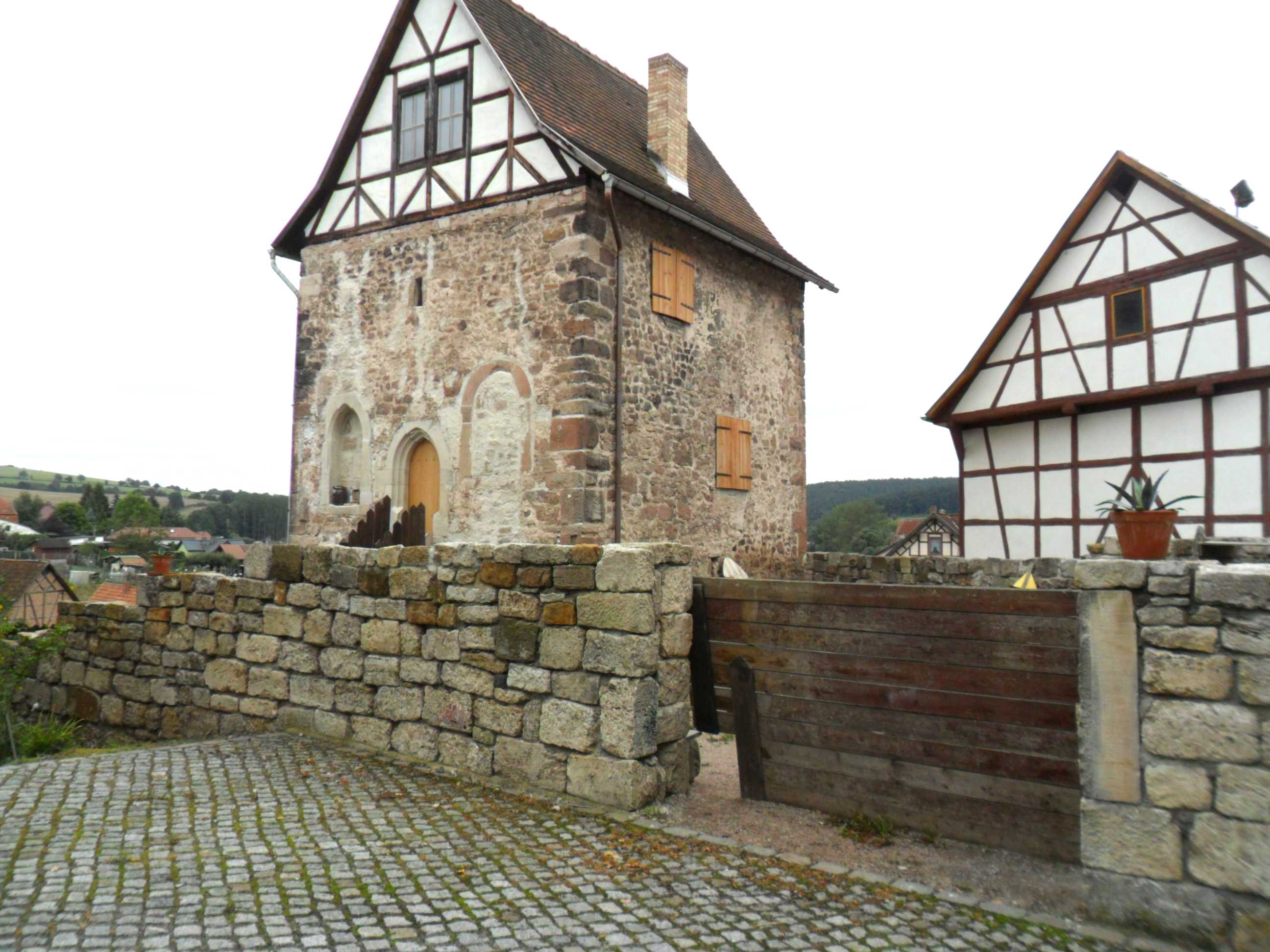
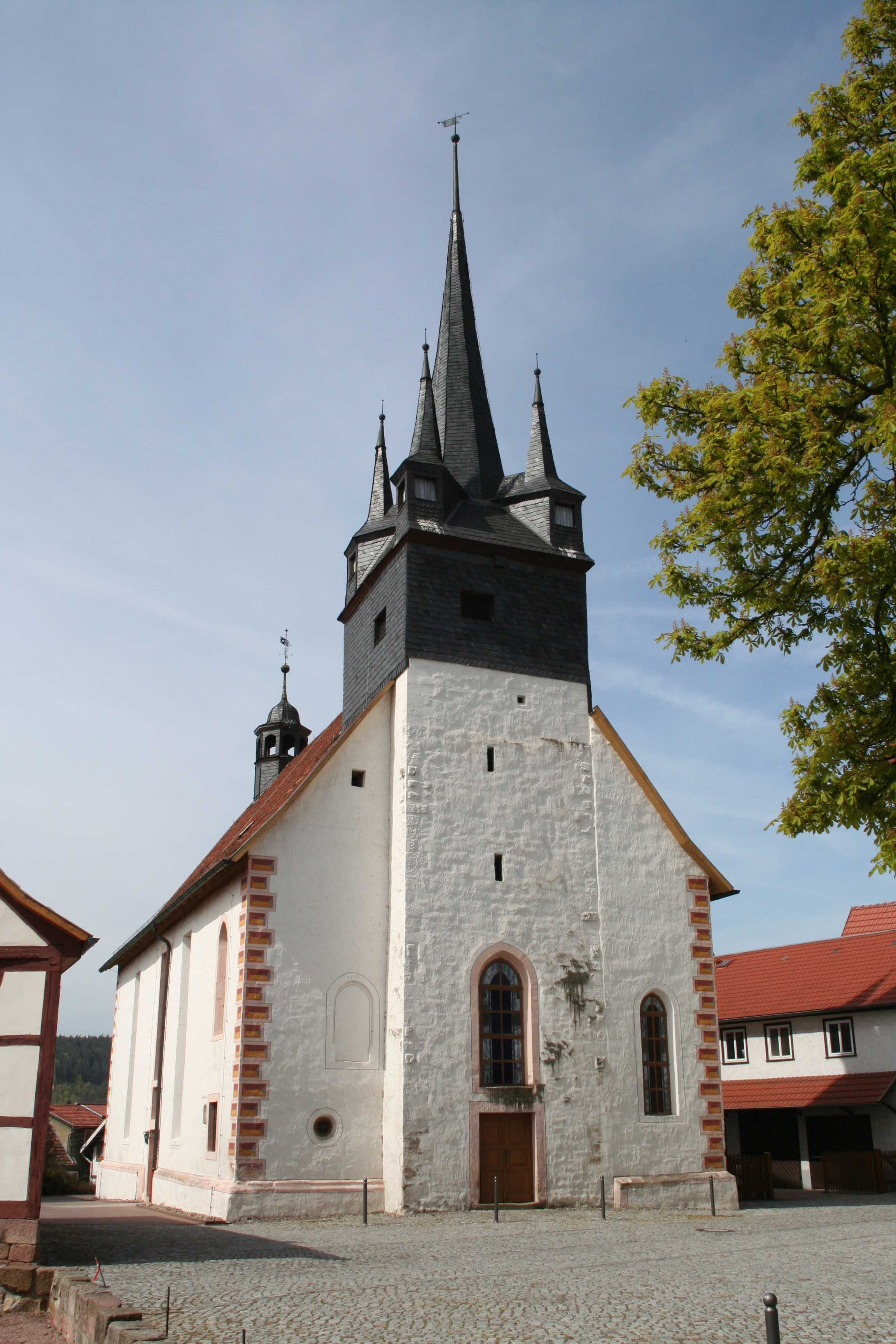
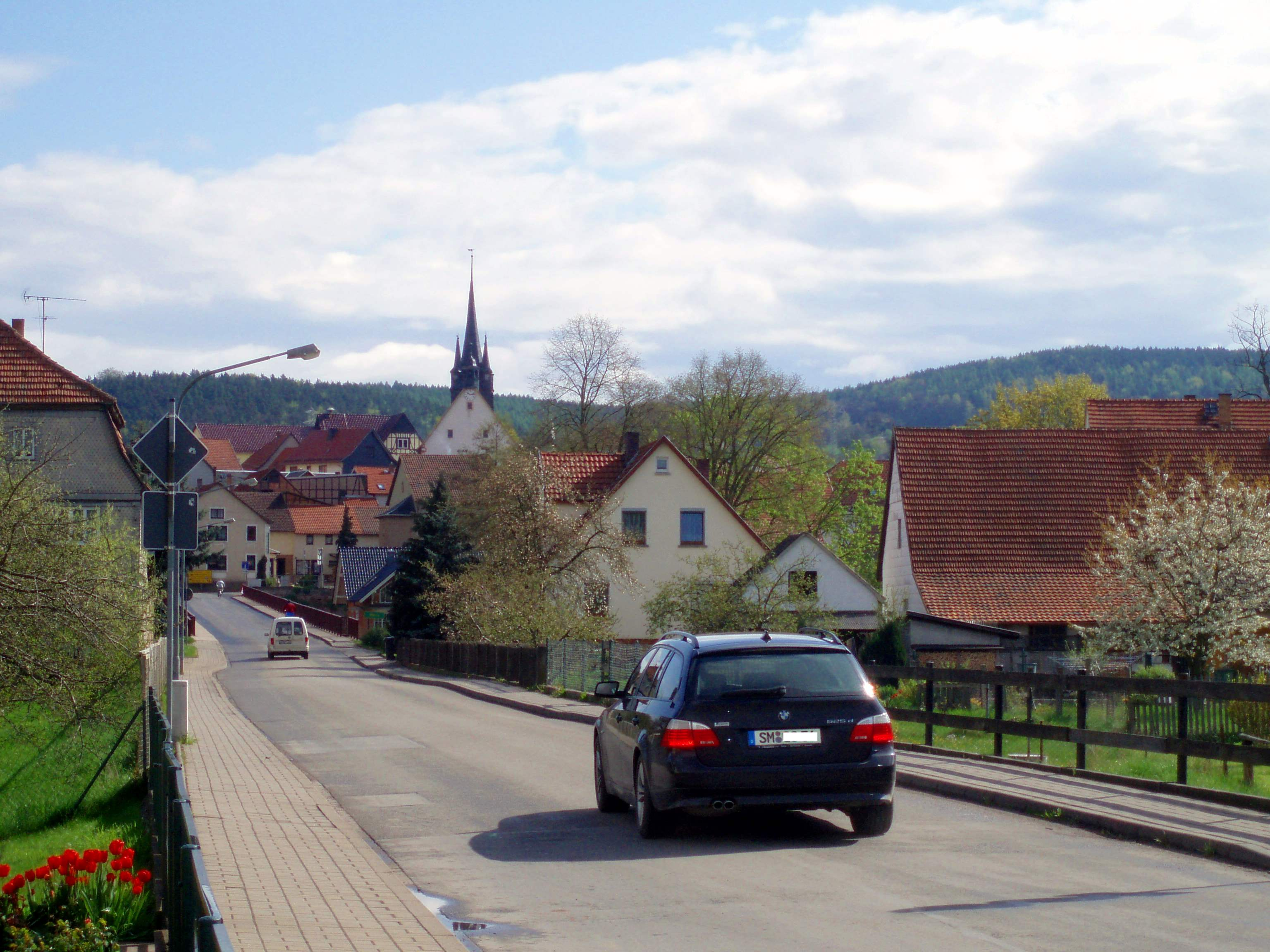

## Відомі особистості
В поселенні народився:
- Рудольф Кюнгольд (1903–1992) — німецький фізик-експериментатор.